# Geranium kurdicum
Geranium kurdicum là một loài thực vật có hoa trong họ Mỏ hạc. Loài này được Bornm. mô tả khoa học đầu tiên năm 1910.